# Kachin
Kachin (tiếng Kachin: Jingphaw Mungdaw; tiếng Miến Điện: ကခ်င္ျပည္နယ္), là bang cực bắc của Myanmar. Bang này giáp khu tự trị Tây Tạng và tỉnh Vân Nam của Trung Quốc về phía bắc và đông; bang Shan về phía nam; và vùng Sagaing cùng các bang Arunachal Pradesh và Nagaland của Ấn Độ về phía tây. Bang này nằm trong khoảng từ 23°27' tới 28°25' vĩ bắc và từ 96°0' tới 98°44' kinh đông. Bang Kachin có diện tích 89.041 km² (34.379 dặm vuông), gồm 4 quận là Myitkyina (thủ phủ bang), Bhamo, Putao và Mohnyin.
Bang Kachin có núi cao nhất Myanma, Hkakabo Razi, với độ cao 5.889 m, tạo thành mỏm phía nam của dãy Himalaya, và hồ nội địa rộng nhất Đông Nam Á, hồ Indawgyi.

## Dân số
| Các tôn giáo | Tỷ lệ % (1983) | Tỷ lệ % (2005) |
| ------------ | -------------- | -------------- |
| Phật giáo    | 58.5%          | 64.0%          |
| Cơ Đốc giáo  | 38.5%          | 33.8%          |
| Ấn Độ giáo   | 1.8%           | 0.4%           |
| Hồi giáo     | 0.5%           | 1.6%           |
| Khác         | 0.7%           | 0.2            |

Đa số dân số 1,2 triệu người là dân tộc Kachin (còn gọi là Cảnh Pha, Jinghpaw, Rawang, Lật Túc, Zaiwa, Lawngwaw, Lachyit) và bang này là nơi ở chính thức của các dân tộc khác như người Bamar và người Shan. Gần như một thế kỷ không có cuộc điều tra dân số nào được tiến hành. Con số thống kê chính thức của chính quyền Myanmar cho biết về mặt tôn giáo, tín đồ Phật giáo chiếm 64%, Thiên chúa giáo 33.8%, Hindu giáo 0.4% và Hồi giáo 1,6%. Tiếng Kachin là ngôn ngữ chung (lingua franca) của bang này và chữ viết dựa trên chữ cái Latinh.

## Kinh tế
Kinh tế bang này chủ yếu là nông nghiệp. Các sản phẩm chính có gạo, mía đường. Các sản phẩm khai khoáng có vàng và ngọc.